# Hugo Gumpenberger
 Hugo Gumpenberger  (* 8. Mai 1865 in Lichtenau im Mühlkreis, Oberösterreich; † 4. Dezember 1941 ebenda) war Bauer und Politiker.

## Leben
Gumpenberger übernahm den elterlichen Hof in Dammreith, war verheiratet und hatte neun Kinder. Er nahm trotz seines fortgeschrittenen Alters noch am Ersten Weltkrieg teil und wurde ausgezeichnet. Lange Jahre war Gumpenberger Bürgermeister seiner Heimatgemeinde und hatte sich um die Gründung der Freiwilligen Feuerwehr verdient gemacht. Von 1922 bis 1925 war er Landtagsabgeordneter für die Christlichsoziale Partei.